# Palagianello

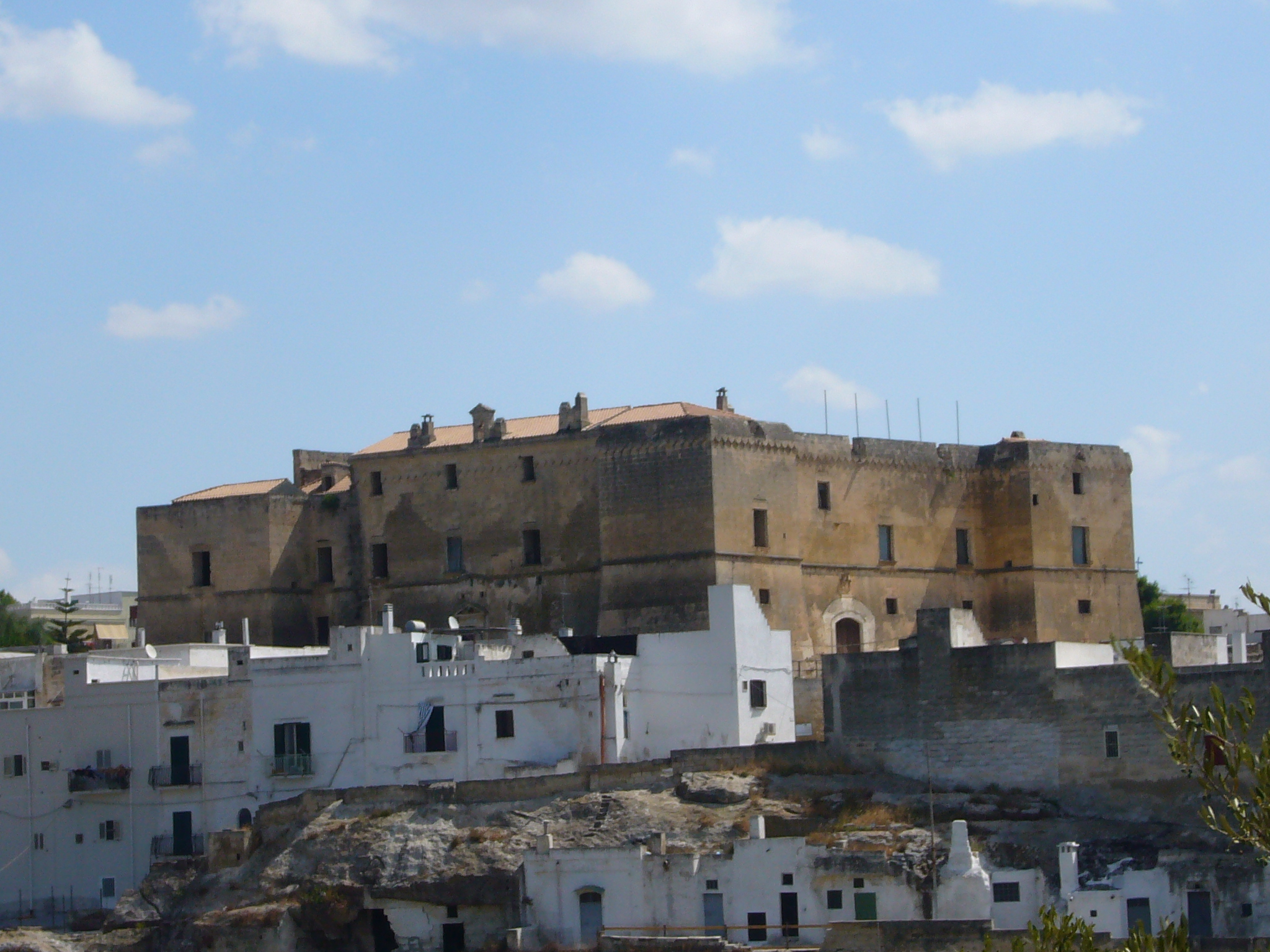
Zamek w Palagianello

Palagianello – miejscowość i gmina we Włoszech, w regionie Apulia, w prowincji Tarent.
Według danych na rok 2004 gminę zamieszkiwało 7480 osób, 174 os./km².